# Astragalus cymbibracteatus
Astragalus cymbibracteatus är en ärtväxtart som beskrevs av Hub.-mor. och Chamberlain. Astragalus cymbibracteatus ingår i släktet vedlar, och familjen ärtväxter. Inga underarter finns listade i Catalogue of Life.